# The Financial Express (Bangladesh)
The Financial Express est un quotidien de langue anglaise de Dacca, au Bangladesh, fondé en 1993,. Le Financial Express avec la Standard Chartered Bank a un programme annuel de prix pour la meilleure responsabilité sociétale des entreprises au Bangladesh. Shah Husain Imam est maintenant le rédacteur en chef.